# 陆大
陆大（？—？）是明朝末年的海盗首领。
明崇祯年间（1628年—1644年），海盗首领陆大活跃于南直隶苏州府太仓州崇明县（今上海市崇明区），并自称“扒平王”。